# Rafael Uribe Uribe (Bogotá)
Rafael Uribe Uribe é uma localidade da cidade de Bogotá..